# Binta Zahra Diop
Pour les articles homonymes, voir Diop.
Binta Zahra Diop, née le 30 juin 1990 à Dakar, est une nageuse sénégalaise.

## Biographie
Elle est médaillée de bronze du 50 mètres papillon aux Jeux africains de 2007 à Alger. 
Elle remporte la traversée Dakar-Gorée la même année.
Aux Championnats d'Afrique de natation 2008 à Johannesbourg, elle est médaillée de bronze du 50 mètres dos, du 50 mètres papillon et du relais 4x100 mètres quatre nages.
Elle dispute l'épreuve de 100 mètres papillon des Jeux olympiques d'été de 2008 à Pékin, mais est éliminée dès le premier tour malgré avoir terminé première de sa série.
Elle remporte aux Jeux africains de 2011 à Maputo la médaille de bronze du 50 mètres papillon.